# Trachyzelotes barbatus
Trachyzelotes barbatus är en spindelart som först beskrevs av Ludwig Carl Christian Koch 1866.  Trachyzelotes barbatus ingår i släktet Trachyzelotes och familjen plattbuksspindlar. Inga underarter finns listade i Catalogue of Life.